# 蟲紋南鰍
蟲紋南鰍（學名：Schistura porthos）為輻鰭魚綱鯉形目條鰍科南鰍屬的其中一種。分布於亞洲寮國湄公河流域，體長可達8.6公分，棲息在河川底層水域，生活習性不明。

## 扩展阅读
維基物種上的相關：蟲紋南鰍